# بهية نخجواني

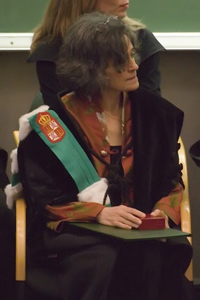
بهية نخجواني، حفل 2007 للدكتوراه الفخرية في جامعة لياج

بهية نخجواني هي كاتبة إيرانية نشأت في أوغندا في ستينيات القرن العشرين. تلقت تعليمها في مدرسة الدكتور ويليامز، دولجيلاو، المملكة المتحدة والولايات المتحدة. درّست الأدب الأوروبي والأمريكي في بلجيكا، وانتقلت لاحقًا إلى فرنسا، حيث تدرس الآن.
في عام 2007، حصلت بهية نخجواني على الدكتوراه الفخرية Doctorats Honoris Causa من جامعة لياج. تُرجمت كتبها إلى العديد من اللغات.

## الحياة
ولدت بهية نخجواني في إيران، ونشأت في أوغندا، وتلقت تعليمها في بريطانيا. حصلت على درجة الدكتوراه من جامعة ماساتشوستس في أمهرست عام 1978.

## العائلة
على الرغم من أنه في الأصل من نخجوان، إلا أن والدها علي نخجواني ولد عام 1919 في باكو، عاصمة جمهورية أذربيجان الديمقراطية. علي نخجواني، الذي كانت والدته فلسطينية، انتقل إلى فلسطين بعد وفاة والده، وبعد أن نشأ هناك، ذهب إلى أوغندا عام 1951 لنشر البهائية. والد علي نخجواني، علي أكبر نخجواني، كان من أردوباد، منطقة نخجوان في أذربيجان.

## الروايات
روايتها الأولى، حقيبة السرج - حكاية للشاكين والباحثين (The Saddlebag - A Fable for Doubters and Seekers)، كانت من أكثر الكتب مبيعًا عالميًا. تصف أحداثًا تدور في هضبة نجد على طول طريق الحجاج بين مكة والمدينة المنورة خلال يوم واحد في 1844-1845، عندما تنتقل حقيبة سرج غامضة من يد إلى أخرى، وتؤثر على حياة كل شخص يصادفها. مستوحاة من الفصل السابع من كتاب مطالع الأنوار (The Dawn-Breakers) للنبيل الأعظم، حيث الباب - المبشر بـبهاء الله، مؤسس البهائية - تُسرق حقيبة سرجه أثناء سفره إلى مكة والمدينة للحج. الشخصيات الرئيسية هي اللص، العروس، الزعيم، الصراف، العبد، الحاج، الكاهن، الدراويش، والجثة.
رواية ورق - أحلام كاتب (Paper - The Dreams of A Scribe) هي قصة رمزية تتمحور حول كاتب يبحث عن الورق المثالي لكتابة رائعته. تدور أحداثها في ماكو، وهي بلدة حدودية في شمال غرب بلاد فارس، بين صيف 1847 وربيع 1848. تحتوي على 19 فصلاً منظمة بشكل متناظر حول خمسة أحلام. الشخصيات الرئيسية الأخرى هي الملا، الأرملة، السجان، والدته وابنته، والسجين.
روايتها الثالثة المرأة التي قرأت أكثر من اللازم (The Woman Who Read Too Much) تدور أحداثها أيضًا في منتصف القرن التاسع عشر وتتمحور حول طاهرة قرة العين، وهي شاعرة وباحثة من قزوين، صدمت القوى السياسية في قاجار بلاد فارس وانتهكت الأعراف الدينية بإلقاء حجابها. هذه البطلة هي شخصية بارزة من تاريخ البهائية/البابية المبكر وكانت واحدة من أتباع الباب الأوائل المعروفين باسم حروف الحي. تنقسم هذه الرواية إلى أربعة أجزاء تتناوب فيها وجهات النظر بين الأم، الأخت، الابنة، والزوجة، على التوالي. تتتبع الرواية القبض على الشاعرة الغامضة وسجنها وتعذيبها وإعدامها النهائي بينما تستكشف تأثيرها على العمدة والوزير والملا والملك في عالم من المؤامرات والفساد في بلاد فارس القاجارية. تُرجم الكتاب إلى الفرنسية والإيطالية عام 2007 وسيصدر بالكورية والإسبانية بحلول 2008/2009؛ تم ترشيحه لجائزة لطيفة يارشاطر لعام 2008، ونُشر باللغة الإنجليزية عن مطبعة جامعة ستانفورد في عام 2015.

## بيبليوغرافيا

### الروايات
- Bahiyyih Nakhjavani (2000). حقيبة السرج - حكاية للشاكين والباحثين (The Saddlebag - A Fable for Doubters and Seekers). لندن، المملكة المتحدة: دار بلومزبري للنشر. ISBN:0-8070-8342-9.

- Bahiyyih Nakhjavani (2004). ورق - أحلام كاتب (Paper - The Dreams of A Scribe). لندن، المملكة المتحدة: دار بلومزبري للنشر. ISBN:0-7475-6921-5.

- Bahiyyih Nakhjavani (2015). المرأة التي قرأت أكثر من اللازم: رواية (The Woman Who Read Too Much: A Novel). ستانفورد، كاليفورنيا: مطبعة جامعة ستانفورد. ISBN:9780804794299. مؤرشف من الأصل في 2023-03-07.
- بهية نخجواني (2017). نحن وهم (Us & Them). ستانفورد، كاليفورنيا: مطبعة ريدوود. (ردمك 9781503601581).

### كتب أخرى
- Bahiyyih Nakhjavani (1979). عندما نكبر (When We Grow Up). أكسفورد، المملكة المتحدة: جورج رونالد. ISBN:0-85398-086-1.

- Bahiyyih Nakhjavani (1981). استجابة (Response). أكسفورد، المملكة المتحدة: جورج رونالد. ISBN:0-85398-107-8.

- Bahiyyih Nakhjavani (1983). أربعة في جزيرة (Four on an Island). أكسفورد، المملكة المتحدة: جورج رونالد. ISBN:0-85398-174-4.

- Bahiyyih Nakhjavani (1990). طرح الأسئلة: تحد للأصولية (Asking Questions: A Challenge to Fundamentalism). أكسفورد، المملكة المتحدة: جورج رونالد. ISBN:0-85398-314-3.
- أوغوستو لوبيز-كلاروس وبهية نخجواني (2018). المساواة للمرأة = الرخاء للجميع: الأزمة العالمية الكارثية لعدم المساواة بين الجنسين (Equality for Women = Prosperity for All: The Disastrous Global Crisis of Gender Inequality). نيويورك، نيويورك: مطبعة سانت مارتن. (ردمك 9781250051189).

## قراءات/مشاهدات إضافية
- Bahiyyih Nakhjavani (25 أبريل 2017). نحن وهم: التحرر من العلامات التجارية الثقافية وسياسات الهوية (Us & Them: Breaking Free from Cultural Branding & Identity Politics) (video). واشنطن العاصمة: مكتبة الكونغرس. مؤرشف من الأصل في 2021-07-25.

- Bahiyyih Nakhjavani (2 أبريل 2015). المرأة التي قرأت أكثر من اللازم (The Woman Who Read Too Much) (video). واشنطن العاصمة: مكتبة الكونغرس. مؤرشف من الأصل في 2022-07-04.

- Manguel، Alberto (16 مايو 2015). "مراجعة رواية "المرأة التي قرأت أكثر من اللازم" لبهية نخجواني – صورة مؤثرة ومعقدة (The Woman Who Read Too Much by Bahiyyih Nakhjavani review – a haunting, complex portrait)". الغارديان. نيويورك، نيويورك.

- "محاضرة في جامعة كاليفورنيا بلوس أنجلوس: الروايات والتاريخ الإيراني: ما وراء الشتات (Lecture at UCLA: Novels and Iranian History: Beyond Diaspora)". لوس أنجلوس، كاليفورنيا: مركز دراسات الشرق الأدنى، جامعة كاليفورنيا بلوس أنجلوس. 12 أبريل 2008. مؤرشف من الأصل في 2020-01-15.

- "المؤتمر الدولي لجمعية الدراسات البهائية (أوروبا الناطقة بالإنجليزية) حول الأصولية (Association for Baha'i Studies (English-speaking Europe) International Conference on Fundamentalism)" (PDF). مركز الدراسات الشيخية والبابية البهائية، جامعة كاليفورنيا في ميرسد. لندن، المملكة المتحدة: معهد دراسات الكومنولث، جامعة لندن. 9 يونيو 2002. مؤرشف من الأصل (PDF) في 2024-08-07.

## وصلات خارجية
- الموقع الرسمي
- الروايات والتاريخ الإيراني: ما وراء الشتات، محاضرة عامة وقراءة لبهية نخجواني، المدرسة العليا للفنون الزخرفية في ستراسبورغ، فرنسا، 16 أبريل 2008.
- مقابلة باللغة الإنجليزية/الإيطالية على RAI3، عن نفسها وكتاباتها